# Dollrottfeld
Dollrottfeld este o comună din landul Schleswig-Holstein, Germania.
1. ↑  GeoNames